# حوز الساعدين
حوز الساعدين هي منطقة تقع في جنوب مدينة غرناطة وهو الحي الأكثر سكانا،في جنوبها تقع أرملة وفي شرقها تقع الزاوية.

## التاريخ
تقع حوز الساعدين بين نهري شنيل ومنستير. كشفت الاكتشافات الأثرية الحديثة في منطقة فرجيليس عن بقايا الفيلات الرومانية من القرن الأول.